# Мраморы Элгина

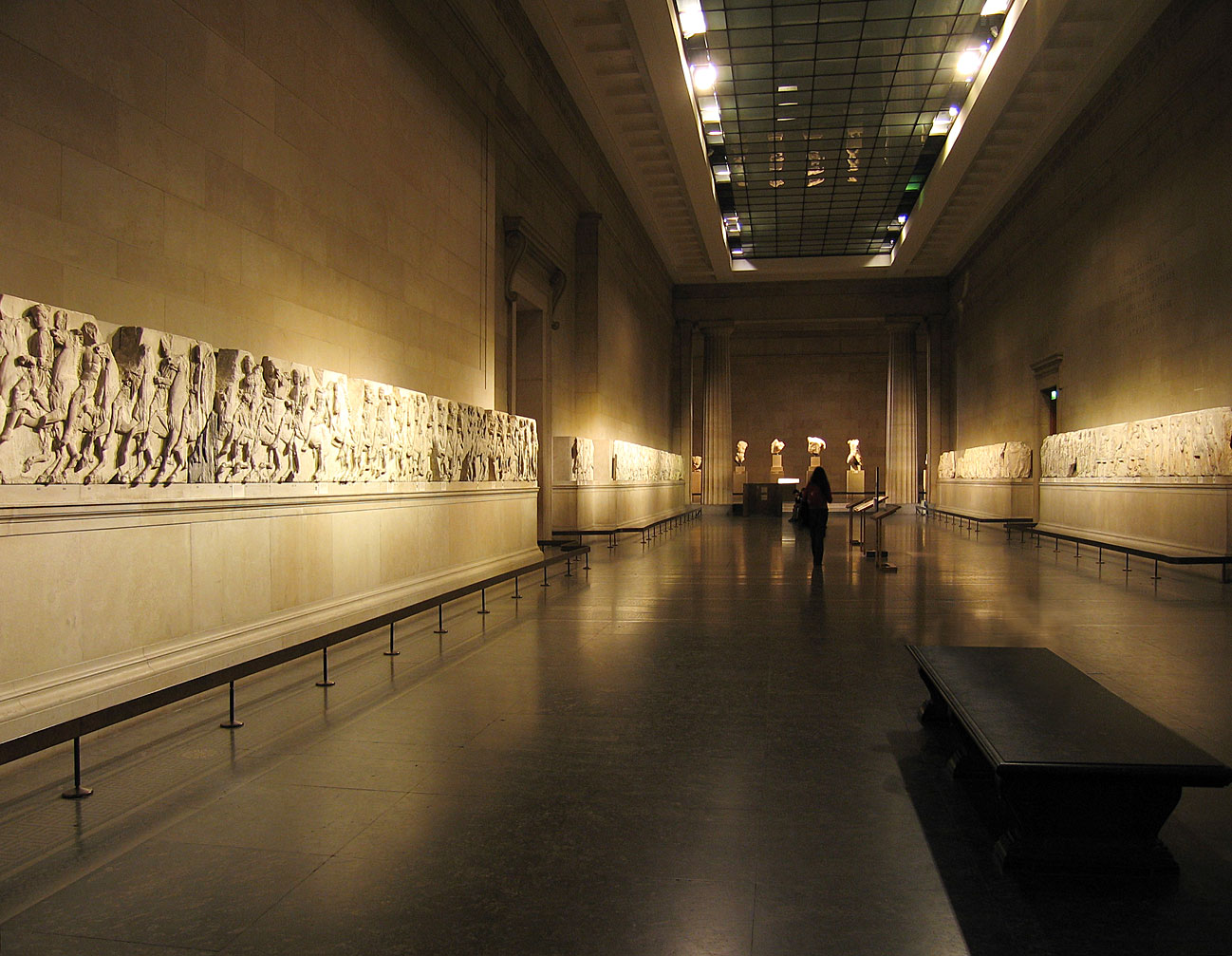
Экспозиция собрания Элгина в Британском музее

Мраморы Элгина, устар. мраморы Эльджина (Elgin Marbles) — собрание изделий древнегреческого искусства, главным образом скульптур и рельефов Парфенона Афинского акрополя работы скульптора Фидия с учениками (438—431 гг. до н. э.), которое доставил в Англию в начале XIX века лорд Элгин.
Ныне хранится в Британском музее в Лондоне.

## История
Томас Брюс, 7-й граф Элгин (Эльджин) и 11-й граф Кинкардин (1766—1841) принадлежал к старинному шотландскому роду Брюс, известному ещё с XI века, а его прямые предки имели титулы графов Кинкардин и графов Элгин. Томас Брюс сделал успешную военную карьеру и как шотландский пэр заседал в палате лордов британского парламента. Служил послом в Брюсселе и Берлине. В 1799 году был назначен британским посланником в Константинополь (Стамбул). Его помощники: архитектор Т. Гаррисон и священник английского посольства в Константинополе Ф. Хант подсказали ему мысль о возможности коллекционирования «греческих древностей», используя поражение Наполеоновской армии в Египте и усиление влияния Англии на политику турецкой империи. В это время античное искусство привлекало внимание английской аристократии, в том числе благодаря экспедициям членов Общества дилетантов. Знатоки уже осознавали различия древнеримской и древнегреческой архитектуры и скульптуры. Кроме того, они считали, что изучение античности поможет «поднять художественный вкус своей страны».

Вначале планировалось, получив разрешение турецких властей, заняться зарисовками, обмерными чертежами и снятием гипсовых слепков с античных памятников в разных городах Греции (входивших в то время в состав Османской Турции) и, прежде всего на афинском Акрополе. Для этого была создана специальная группа художников. Лорд Элгин пытался заручиться поддержкой британского правительства (из этой затеи ничего не вышло), а также британского посланника в Неаполе (столице Королевства Обеих Сицилий), знаменитого коллекционера аттических ваз, лорда Уильяма Гамильтона, который помог с организацией экспедиции. После долгих переговоров с турецким правительством Элгин получил в 1801 году разрешение (фирман) от афинского коменданта делать зарисовки и обмеры, проводить раскопки, снимать слепки, а также, по его словам, «брать какие-либо скульптуры, рельефы и перемещать камни» с Акрополя. Но и тогда Элгин «видел главную задачу своей команды в копировании, а не в снятии скульптур».
Афинский Акрополь в то время был турецкой крепостью. Парфенон стал мечетью, Эрехтейон — пороховым складом, Пропилеи — расположением турецких пушек. Колонны и статуи пережигали на известь, стены разбирали ради свинцовых креплений камней, их использовали для отливки пуль. Многие фрагменты скульптур с фронтонов Парфенона лежали на земле после взрыва здания в 1687 году. Французский посол, граф Шуазель-Гуфье и художник Л.Ф. С. Фовель с 1787 года вывозили с Акрополя метопы Парфенона и даже намеревались украсть целиком портик кариатид, но это не удалось из-за дипломатических интриг и технических препятствий. Многие шедевры к тому времени уже были безвозвратно утрачены.
С помощью пил, подъёмника и пятидесяти рабочих-греков Элджин сумел снять 12 скульптур с фронтонов, 15 метоп, 56 плит фриза с изображением «Панафинейского шествия», и множество архитектурных деталей. Самым варварским образом изъяли одну из кариатид портика Эрехтейона, заменив её каменным столбиком. Среди других ценностей: статуи, украшавшие собой фронтоны Зевса Панэллинского на острове Эгина, несколько плит фриза из храма Бескрылой Победы в Афинах, статуя Диониса, входившая в состав хорегического Памятника Фрасилла на южном склоне афинского акрополя, надпись с надгробного памятника афинян, павших при Потидее. Кроме того удалось собрать огромное количество чертежей, слепков, монет, ваз.
В сентябре 1802 года из афинского порта Пирей в Англию отправился бриг «Ментор» с драгоценным грузом в двухстах ящиках. Турецкое правительство, не проявлявшее интереса к шедеврам античности, разрешило вывоз всего собранного Элгином в Лондон. На это ушло 10 лет — с 1802 по 1812 годы, причём часть груза в 1804 году из-за шторма затонула у острова Антикифера, но впоследствии была поднята на поверхность. Вследствие новой войны и разрыва дипломатических отношений между Францией и Великобританией в 1803 году Элгин, на обратном пути по суше, был задержан на территории Франции в качестве военнопленного и получил свободу только в 1806 году, после чего смог вернуться на родину. Другая часть коллекции, арестованная французами, пролежала несколько лет в Пире, несколько ящиков остались на Мальте и только в 1812 году всё собрание достигло Англии.
Первая выставка «мраморов Элгина» состоялась в Лондоне в июне 1807 года. Художник Джон Флаксман, скульптор Антонио Канова были в восторге от увиденного, отметив отличия подлинной греческой скульптуры от позднейших римских реплик и то, что эти произведения «далеко превосходят все сокровища Италии». Английские художники Дж. Фарингтон, Томас Лоуренс, Дж. Ноллекенс выразили своё восхищение. Однако, один из авторитетных знатоков «Общества дилетантов» Ричард Пэйн Найт заявил, что «мраморы Элгина» не представляют никакой ценности. Найт утверждал, что эти шедевры высокой классики Века Перикла являются посредственными произведениями времени правления римского императора Адриана (117—138). К этому мнению присоединились и другие недруги Элгина. Одни по причине зависти, другие из карьеристских соображений, третьи стремились перекупить эти произведения для собственных коллекций. Принц баварский Людвиг (будущий король Людвиг I Баварский) даже специально с этой целью прибыл в Лондон. Кроме того, английские аристократы уже имели в своих поместьях римские реплики греческих статуй, по большей части посредственного качества, и признать этот факт в сравнении с действительными шедеврами были не готовы. Простое сравнение обесценивало большинство существующих коллекций. Поэтому и Общество дилетантов единодушно поддержало мнение Найта. Никто в то время не мог представить, что существует нечто более прекрасное, чем искусство Италии.
Затратив огромные личные средства (62 тысячи 440 фунтов) и защищаясь, лорд Элгин выступил с предложением продать свою коллекцию правительству Великобритании. Но это только усилило скандал. Элгина обвинили в том, что, занимая официальную должность британского дипломата, он не имеет права на коммерческие сделки и, тем более, предлагать собственному правительству купить, как утверждается, украденные им произведения искусства другой страны. На Элгина напал лорд Байрон, высмеяв его в поэмах «Паломничество Чайльд Гарольда» (1812) (имя «вора Элгина» прямо названо в примечаниях к поэме) и «Проклятие Минервы», где сама Греция (Минерва) проклинает похитителя. Будучи на Акрополе, на одной из колонн Парфенона Байрон написал, перефразируя знаменитое латинское изречение: «Quod non fecerunt gothi, hoc fecerunt scoti» — Чего не сделали готы, сделали ско́ты (англичане). Но при этом Байрон, страстно желая быть принятым в Общество дилетантов и Афинский клуб, высмеивал скульптуры Парфенона как «никуда негодные». Другие критики Элгина: граф Шуазель-Гуфье, граф Абердин, Ф.Р. де Шатобриан, Э. Д. Кларк, Л.Ф. С. Фовель сами занимались тайным вывозом произведений искусства из Греции.
С другой стороны, прибывший во Францию по воле Наполеона хранитель Капитолийского музея в Риме Э. К. Висконти высоко отозвался о коллекции Элгина и о его личном подвиге, спасшим шедевры от неизбежной гибели. В Лондон специально приехал Антонио Канова, ведущий скульптор того времени, ради того, чтобы поддержать Элгина. Парламент создал специальный комитет, члены которого выслушав мнения сторон, пришли к следующим выводам: лорд Элгин, приобретая произведения искусства, действовал в рамках закона, имея официальное разрешение турецкого правительства; он не нарушал ни этических, ни юридических норм; привезённые им произведения обладают наивысшей ценностью и их значение для мировой культуры трудно переоценить. Комитет предложил правительству приобрести всю коллекцию за 35 тысяч фунтов стерлингов. Лорд Элгин и его потомки входили в состав хранителей коллекции. В том же году собрание лорда было размещено в специальном павильоне Британского музея. Мнение Найта и Общества дилетантов были публично осмеяны. В 1831 году Общество дилетантов избрало лорда Элгина своим почётным членом

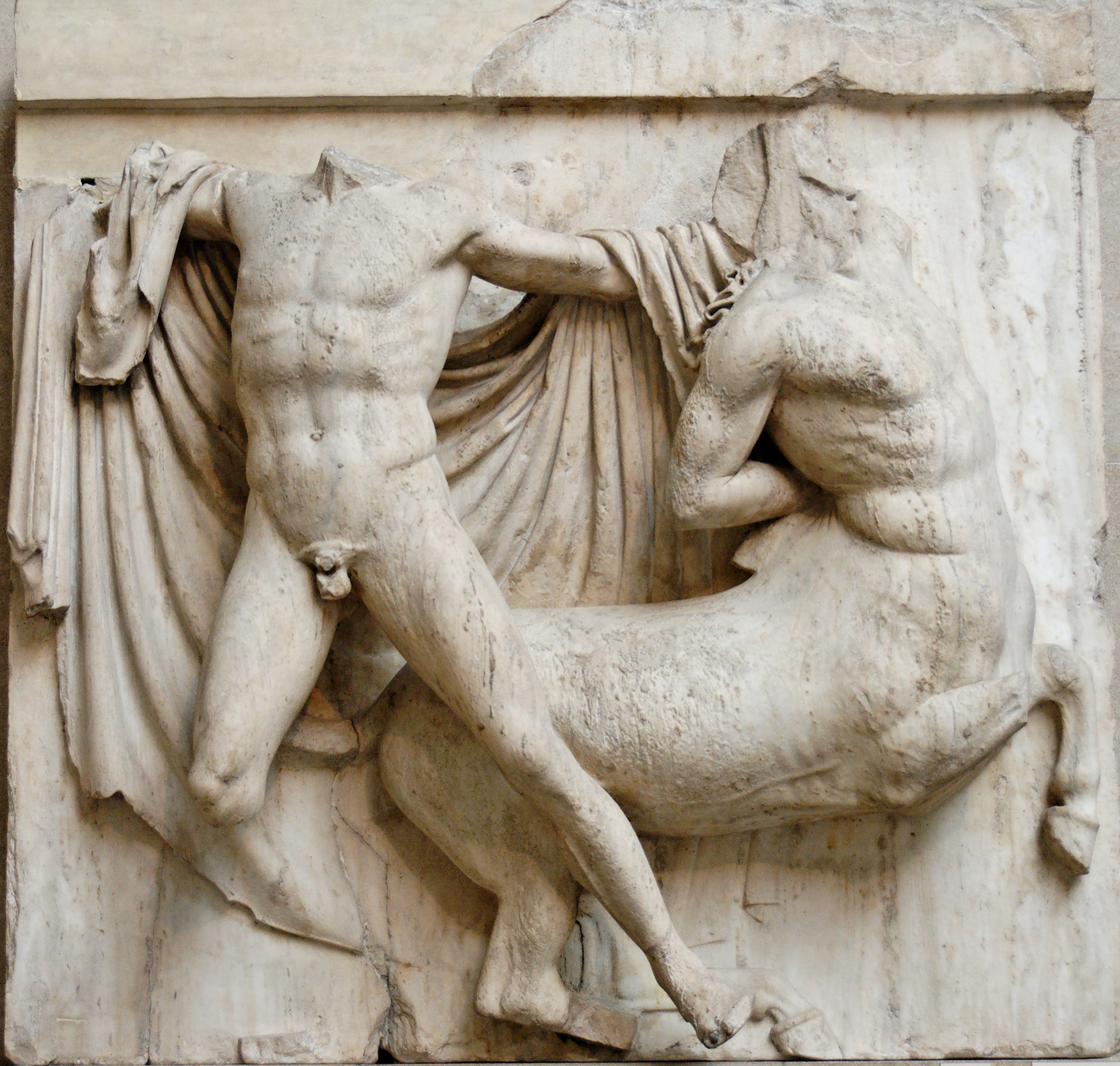
Фидий с учениками. 27-я метопа с фриза Парфенона. Битва лапифов с кентаврами

Выплаченная Элгину сумма, конечно, не могла покрыть его долгов перед кредиторами. Он так и не смог расплатиться с ними при жизни и вынужден был скрываться во Франции. Его наследники ещё в течение тридцати лет несли бремя долгов.

## Споры о праве владения
Практически с момента возрождения государственности в 1830 году Греция требовала от Британии возвращения мраморов Элгина как неотъемлемой части национального достояния. В частности, ставятся под сомнения утверждения Элгина о том, что османские власти дали ему разрешение на демонтаж мраморов. Британская сторона, в свою очередь, указывает на то, что лордом Элгином двигали благие побуждения, и отказывается вернуть перемещённые ценности на землю древней Эллады. Споры о судьбе перемещённых ценностей возобновились в связи с открытием музея Акрополя в 2000-е годы.
Ввиду спорного статуса перемещённых ценностей Парфенона британское правительство не даёт разрешения на их экспонирование за пределами страны. Исключение было сделано для выставки к 250-летию Государственного Эрмитажа в Санкт-Петербурге (с 5 декабря 2014 по 18 января 2015 года), на которой была представлена происходящая из коллекции Элгина статуя Илиссоса, древнегреческого бога рек.
В ноябре 2023 года премьер-министр Греции Кириакос Мицотакис в интервью BBC заявил, что скульптуры принадлежат его стране и были украдены. В качестве аналогии политик привёл вырезание половины полотна «Мона Лиза» в Лувре. После этих заявлений премьер-министр Великобритании Риши Сунак отменил назначенную на следующий день встречу с Мицотакисом, чем вызвал возмущение греческого правительства.

## В культуре
- Проклятие Минервы — обличительное стихотворение Байрона